# Église Saint-Lô de Bretteville-le-Rabet
L'église Saint-Lô de Bretteville-le-Rabet est une église catholique située à Bretteville-le-Rabet, en France.

## Localisation
L'église est située dans le département français du Calvados, sur la commune de Bretteville-le-Rabet.

## Historique
L'édifice date du début du XIIe siècle, mais les baies du chœur sont du XVe siècle et la nef du XVIIIe siècle (date 1785 sur la porte occidentale).
L'église dépendait du diocèse de Bayeux. Entre 1135 et 1142, Robert de Bretteville l'offrit en patronage à l'abbaye du Plessis-Grimoult.  
L'édifice est inscrit au titre des monuments historiques le 19 septembre 1928

## Description
Elle contient trois cloches en bronze installées et baptisées en 1821 qui sont répertoriées à l'inventaire général du patrimoine culturel.